# Mount Healthy
Mount Healthy és una població dels Estats Units a l'estat d'Ohio. Segons el cens del 2000 tenia 7.149 habitants.

## Demografia
Segons el cens del 2000, Mount Healthy tenia 7.149 habitants, 3.222 habitatges, i 1.772 famílies. La densitat de població era de 1.943,8 habitants/km².
Dels 3.222 habitatges en un 28,2% hi vivien nens de menys de 18 anys, en un 36,3% hi vivien parelles casades, en un 15,3% dones solteres, i en un 45% no eren unitats familiars. En el 40,5% dels habitatges hi vivien persones soles el 18,1% de les quals corresponia a persones de 65 anys o més que vivien soles. El nombre mitjà de persones vivint en cada habitatge era de 2,16 i el nombre mitjà de persones que vivien en cada família era de 2,93.
Per edats la població es repartia de la següent manera: un 24% tenia menys de 18 anys, un 8,4% entre 18 i 24, un 30,4% entre 25 i 44, un 17,9% de 45 a 60 i un 19,3% 65 anys o més.
L'edat mediana era de 37 anys. Per cada 100 dones de 18 o més anys hi havia 71,4 homes.
La renda mediana per habitatge era de 32.982 $ i la renda mediana per família de 41.753 $. Els homes tenien una renda mediana de 31.783 $ mentre que les dones 26.926 $. La renda per capita de la població era de 18.662 $. Aproximadament el 6,8% de les famílies i el 8,9% de la població estaven per davall del llindar de pobresa.

## Poblacions més properes
El següent diagrama mostra les poblacions més properes.